# Romové v Turecku
Romové v Turecku (turecky: Türkiye'deki Romanlar) jsou sunnitští muslimové kteří převzali jako jeden ze svých jazyků turečtinu a přisvojili si tureckou kulturu. Majoritní skupinou jsou Şoparlar žijící ve Východní Thrákii. Ostatní Romové žijí v Istanbulu a provincii İzmir.
Turecko obývá asi 500 000 Romů.

## Historie
Turecky mluvící Horahanové přišli na Balkán z Anatolie ve 14. a 15. století, kde sloužili osmanské armádě.

### Původ
Romové v Turecku pochází z Indického subkontinentu,
pravděpodobně z Gudžarátu, Sindhu, Paňdžábu, Malabárského pobřeží a Bengálska.
Jazykové důkazy nepochybně ukázaly že kořeny kořeny romského jazyka spočívají v Indii. Jazyk má gramatické charakteristiky indických jazyků a sdílí s nimi velkou část základní slovní zásoby, například části těla nebo každodenní rutinu.
Přesněji řečeno, romština sdílí základní slovní zásobu s hindštinou a paňdžábštinou. Sdílí mnoho fonetických rysů s marwarštinou, zatímco gramatika je nejbližší bengálštině.
Genetické důkazy z roku 2012 ukazují že Romové pocházejí z pobřežní Indie a v 1. a 2. století migrovali do Egypta. Většina tureckých Romů mají turecké předky, protože během Osmanské doby probíhaly sňatky mezi Turky a Romy. Patří tedy k různým haploskupinám.
V únoru 2016 během mezinárodní romské konference ministr zahraničních věcí uvedl, že Romové jsou děti Indie. Konference skončila doporučením indické vládě aby uznala romskou komunitu jako rozšířenou ve 30 zemí jako součást indické diaspory.

### Migrace do Turecka
Z roku 800 n. l. existují záznamy o přítomnosti Romů v Thrákii, známých v řečtině jako Athinganoi a v turečtině jako Çingene. Romové v Turecku ají vlastní orální tradici, podle které jejich předkové kdysi přišli do Aegypta jako obchodníci z různých částí indického subkontinentu v době indickořímských obchodních vztahů a usadili se podél pobřeží Rudého moře. Odtamtud odešli na Arabský poloostrov, do Mezopotámie, Persie, Malého Kavzukazu a Východní Anatolie. Během osmanské vlády se Romové usadili v Rumelii.
Jméno Roman/Romanlar pochází z tureckého Doğu Roman İmparatorluğu (východní římská říše). Nejstarší romská osada v Evropě je instanbulská čvrť Sulukule, která je zmíněná už roku 1054. Většina Romů v Turecku žije ve Východní Thrákii, v Marmarském regionu a Egejském regionu. Během vlády Osmanů získali Romové svůj vlastní sandžak Çingene. V Turecku hovoří turečtinou a již nepoužívají romštinu. Často se vdají a žení za neromy (gádže).
Potomci osmanských Romů jsou dnes známý jako muslimští Romové. Jsou sunnitskými muslimy hanífovského mazhabu a praktikují mužskou obřízku (khitan). Každý rok v Edirne se koná romský festival Kakava.

## Právní status
V moderním Turecku nemají Romové právní status etnické menšiny, protože jsou tradičně přívrženci islámské víry, jejichž přívrženci jsou bez ohledu na etnický původ nebo rasu považováni za součást etnické většiny v Turecku. Toto sahá až do doby Lausannské smlouvy (1923), ve které oddíl III. „Ochrana menšin“ klade důraz na nemuslimské menšiny.

## V populární kultuře
Skupina tureckých Romů se objevuje v osmanské Konstantinopoli 16. století ve videohře Assassin's Creed: Revelations.

## Galerie

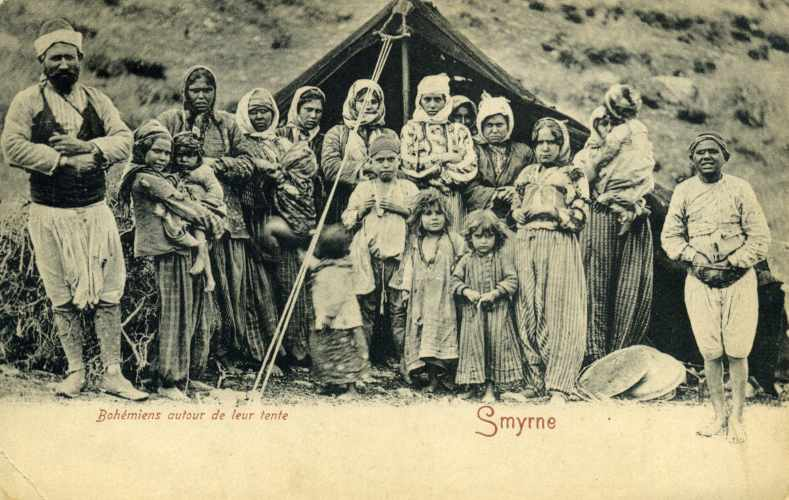
Pohlednice skupiny Romů před jejich stanem ve Smyrně (dnes město Izmir) (1903).
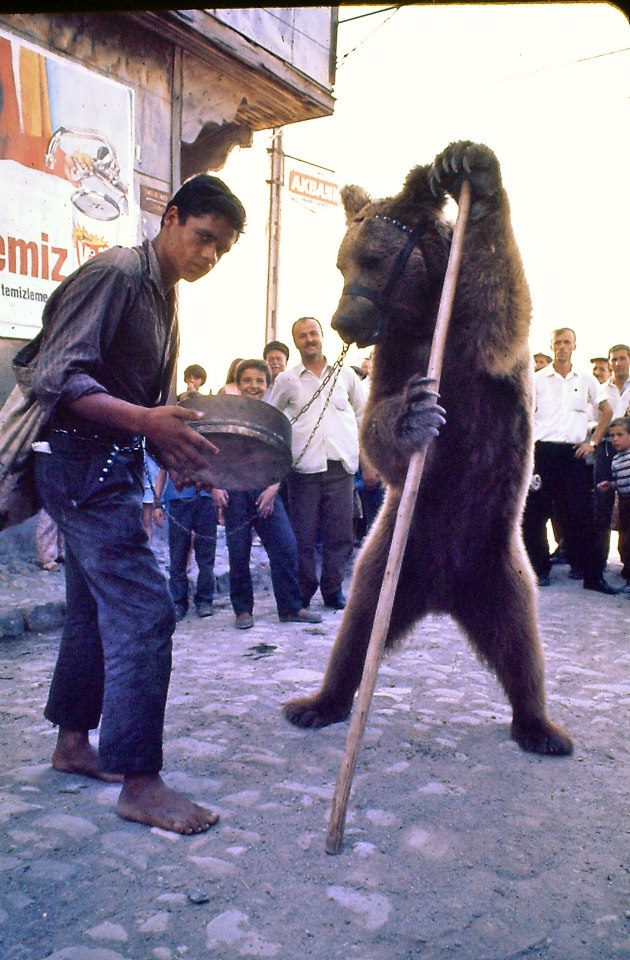
Tančící medvěd v Samsunu (1970)
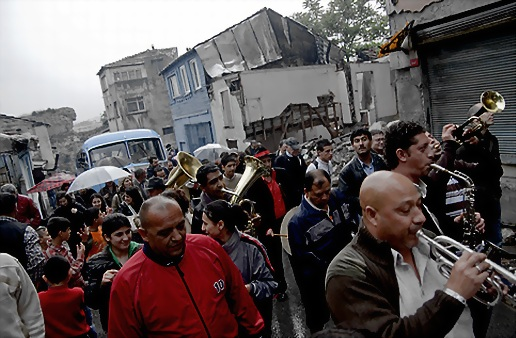
Romové v Istanbulu (2008)
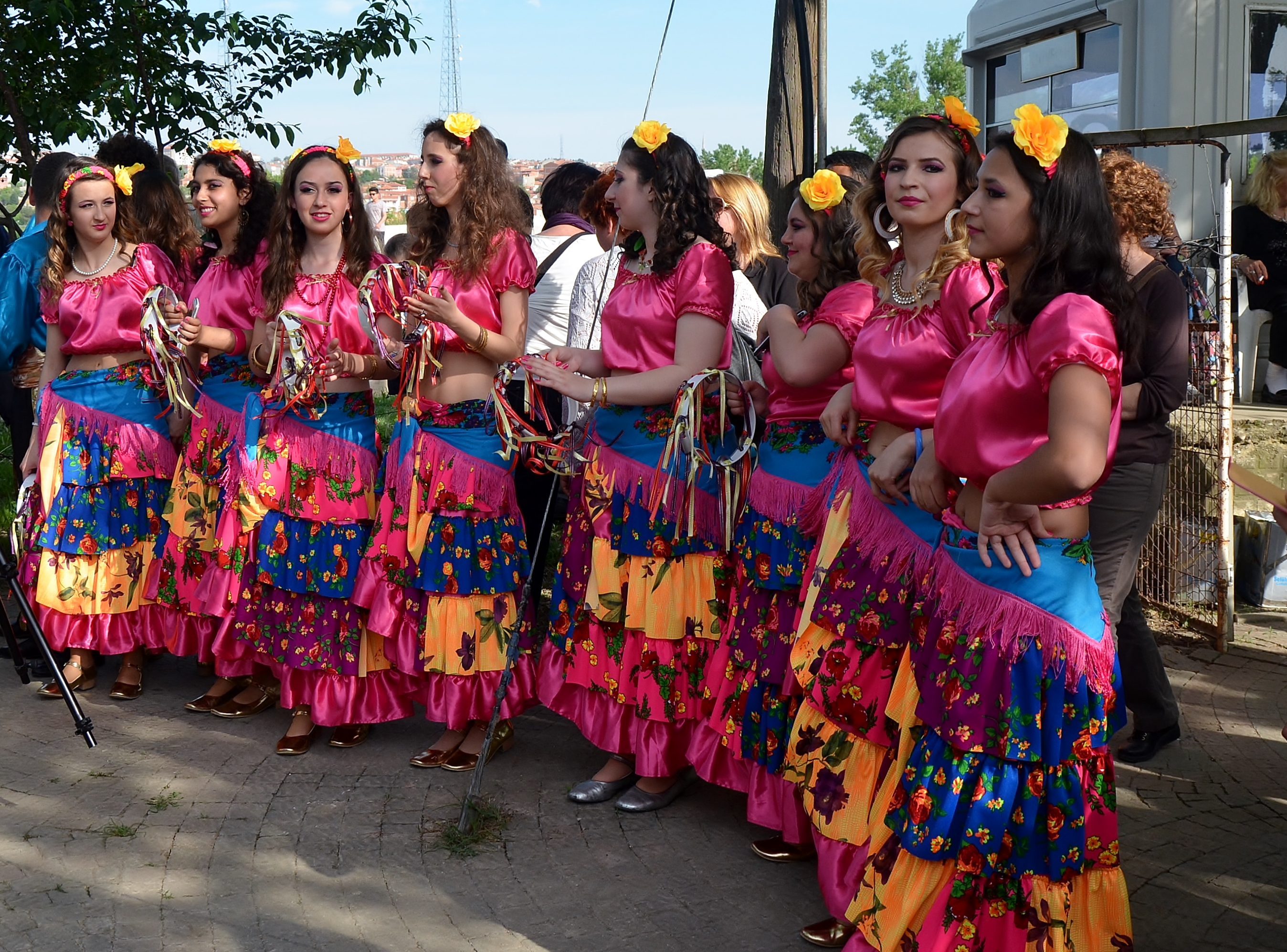
Festival Kakava v Edirne (2015)
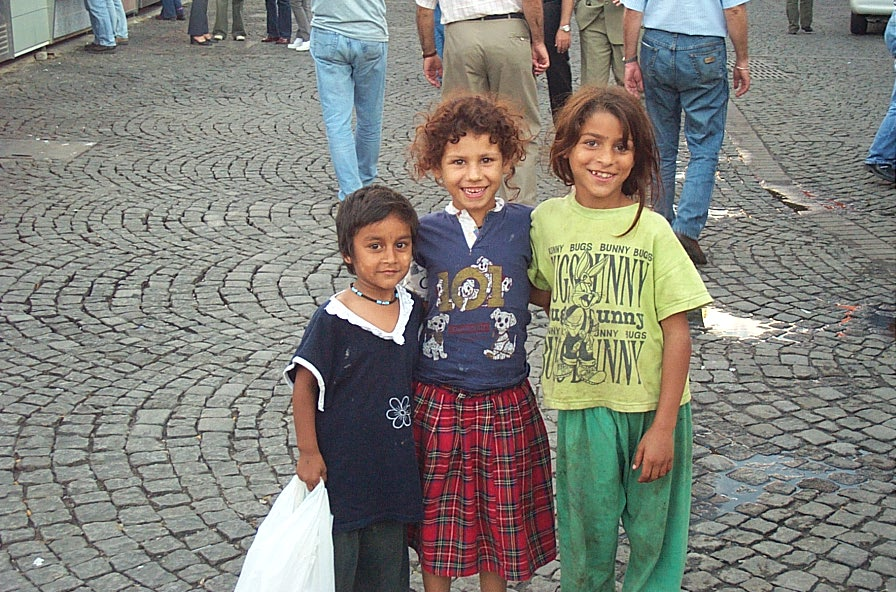
Děti v Ortaköy v Istanbulu (2000)

## Známé osobnosti
- Sibel Can, turecká zpěvačka folk popu a klasické hudby
- Didem Kınalı, turecká břišní tanečnice, modelka a zpěvačka
- Kibariye, turecká zpěvačka Arabeska-popu
- Özcan Purçu, turecký politik
- Hüsnü Şenlendirici, turecký hudebník
- Selim Sesler, turecký virtuos hrající na klarinet
- Ankaralı Turgut, turecký hudebník
- Rafet El Roman, turecká popstar